# Simone Bingemer
Simone Bingemer (* 25. Juli 1959 in Köln) ist eine deutsche Portraitmalerin.

## Leben und Werk
Simone Bingemer absolvierte mit 16 Jahren die Abschlussprüfung der Ballettschule der Württembergischen Staatsoper Stuttgart. Danach wurde sie durch eine Sonderbegabtenprüfung als Studentin an der Kölner Werkkunstschule aufgenommen und belegte die Fächer Grafik und Illustration.
Nach Beendigung des Studiums 1975 arbeitete Bingemer die folgenden Jahre freiberuflich als Werbeillustratorin u. a. für Danone, Mendeléz, Nestlé, Beiersdorf und weitere internationale Firmen, sowie als Illustratorin für Gruner und Jahr und andere Verlage. Ab 1995 gab sie ihre Arbeit als Werbeillustratorin zugunsten der Portraitmalerei auf. Mit Pastellkreiden fertigt sie vor allem detailgenaue, fotorealistisch bzw. hyperrealistisch wirkende Porträts an, die an hochauflösende Fotografien erinnern.

### Familie
Simone Bingemer entstammt einem Kölner Künstler- und Intellektuellenmilieu. Ihre Großeltern sind Edeltrud Meistermann-Seeger und Georg Meistermann. Weitere Künstler in der Familie waren ihre Onkel Heribert Calleen und Heinz Kroh.

## Mitgliedschaften
- Mitglied der Society of America
- Mitglied der Royal society of Portrait Painters
- Mitglied der Société des Pastellistes de France

## Preise
- 2001: First Place „Worldwide Pastel Excellence“
- 2001: First Place „Pastel Artist international“
- 2004: Finalist „Art of the Portrait“
- 2015: First Place „Pastel Journal Founder's Award“
- 2015: Honorable Mention „Third Annual Shades of Grey Competition“
- 2018: First Place „20th annual Pastel Competition“
- 2021: Richeson „Pastel Silver Award“

## Ausstellungen
- 1989: Galerie Margarethe Hubauer (Hamburg)
- 1999: Torhaus Museum (Siegburg)
- 2005: Galerie Hella-Maria Höfer (Marbella, Spanien)
- 2008: Galerie De Portretwinkel (Haarlem, Niederlande)
- 2011: Trinkaus Galerie Conzen (Düsseldorf)
- 2012: Studio Michael Royen (Vettelschoß)